# なかざわひでゆき
なかざわ ひでゆき（1968年6月26日 - ）は映画評論家・音楽評論家、フリーライター。長野県佐久市出身。

## 略歴
3人きょうだいの長男として生まれる。生後4か月で父の仕事の関係によりモスクワに移住。4歳時に一旦帰国したものの小学校4年時に再度モスクワへ。ロシア共産党政権下の外国人として生活する。再帰国後、日本大学芸術学部映画学科、日本大学芸術学部大学院芸術学研究科卒業。
フリーライターとしては雑誌「イメージフォーラム」の1991年2月号特集「イタリア映画パラダイス」でデビュー。イタリア映画、カルト映画、ハリウッド・クラシックに造詣が深い。また、主にヨーロッパ、地中海近辺、アラブなど英語圏以外のポップスや60-80年代のポップスなどの知識も豊富。「スカパー！TVガイド BS+CS」｢TV Taro｣｢TV Japan｣｢iTSCOM magazine」｢デジタルTVガイド｣と、東京ニュース通信社のテレビ雑誌を中心に映画、海外ドラマ、洋楽などの連載記事を執筆するほか、「TV Groove」や「シネマトゥデイ」などのweb媒体にも寄稿している。また「ザ・プライムショー」（WOWOWプライム）などテレビ番組でも活躍している。

## 著書
- アメリカンTVドラマ50年 (共著、共同通信社、2003年)
- ホラー映画クロニクル (共著、扶桑社、2008年) など[2]。